# Maxar Technologies
Maxar Technologies Inc. — американська аерокосмічна компанія, яка спеціалізується на виробництві супутників зв'язку, спостереження за Землею, радарів та супутників обслуговування на орбіті, супутникової продукції та супутніх послуг. Maxar Technologies було створено шляхом об'єднання DigitalGlobe і MDA Holdings Company.

## Історія
Компанія Maxar Technologies була створена у 2017 році в результаті купівлі DigitalGlobe компанією MacDonald, Dettwiler and Associates (MDA), яка перейменувала компанію в Maxar.  Штаб-квартира об'єднаної компанії була створена у Вестмінстері, штат Колорадо. Компанія отримала подвійний лістинг на TSX та NYSE .
У 3 кварталі 2018 року дохід і скоригований прибуток Maxar не виправдали очікувань через спад у сегменті виробництва супутників, орієнтованих на геосинхронний зв'язок на навколоземній орбіті, що призвело до падіння ціни акцій . Ситуація ускладнилася в січні 2019 року втратою відносно нового супутника WorldView-4, і ринкова капіталізація впала з 3 до 0,3 мільярда доларів за півроку, а страховий платіж покрив лише п'яту частину від загальної вартості запуску WorldView-4, і компанія була змушена провести реструктуризацію боргів у квітні 2019 року.
У травні 2019 року компанію обрано постачальником силового та рухового елемента для проекту Lunar Gateway, розробленого НАСА.
30 грудня 2019 року Maxar Technologies оголосила про укладення остаточної угоди про продаж активів MDA консорціуму фінансових спонсорів на чолі з Northern Private Capital за 1 мільярд канадських доларів (765 мільйонів доларів США). Продаж включає в себе всі канадські підприємства MDA, включаючи наземні станції, радіолокаційні супутникові продукти, робототехніку, оборонні та супутникові компоненти, що представляють близько 1900 співробітників. 8 квітня 2020 року продаж MDA NPC офіційно закрито. Новостворена приватна канадська компанія отримала назву MDA та була розміщена на фондовій біржі Торонто.
28 лютого 2022 року, під час російського вторгнення в Україну, Maxar Technologies опублікували кілька супутникових знімків, на яких було видно російську військову колону біля Києва та подальший рух військових колон у бік найбільших українських міст.
7 березня 2025 року компанія Maxar Technologies призупинила доступ України до своїх супутникових знімків, заявивши, що запит надійшов від адміністрації Трампа. Maxar був провідним постачальником супутникових даних для України, які країна використовувала в рамках своїх зусиль із захисту від російського вторгнення. Дані використовувалися для відстеження пересування російських військ та оцінки шкоди, завданої українській інфраструктурі.
12 березня 2025 року компанія Maxar відновила надання супутникових знімків українським користувачам